# Trentepohlia dybasiana
Trentepohlia dybasiana là một loài ruồi trong họ Limoniidae. Chúng phân bố ở miền Australasia.